# Théagène de Mégare
Pour les articles homonymes, voir Théagène.
 (mars 2015).
Si vous disposez d'ouvrages ou d'articles de référence ou si vous connaissez des sites web de qualité traitant du thème abordé ici, merci de compléter l'article en donnant les références utiles à sa vérifiabilité et en les liant à la section « Notes et références ».
Théagène de Mégare (en grec ancien : Θεαγένης) fut tyran de Mégare de -630 à -600 environ. 

## Notice historique
Dans les campagnes, la question agraire semble avoir été résolue en Attique après le gouvernement de Pisistrate, de même en Mégaride, où Théagène distribua des terres à ses partisans. Pour retenir ces nouveaux propriétaires sur leur sol et les empêcher de venir grossir la plèbe urbaine, Pisistrate leur envoya des juges itinérants, tandis que Périandre faisait siéger des conseils locaux jusqu'aux extrémités du territoire corinthien.
Selon Hérodote et Thucydide, Théagène aida son beau-fils Cylon dans sa tentative de s'emparer du pouvoir à Athènes vers 630. Mais ce fut un échec à la suite de l'intervention de l'archonte Mégaclès, qui fit exécuter Cylon et ses compagnons, pourtant réfugiés au pied de l'autel d'Athéna.